# Брекке, Сигурд
Сигурд Брекке (норв. Sigurd Brekke; 15 октября 1890, Кристиания — 25 апреля 1958, Берген) — норвежский футболист, нападающий. Участник летних Олимпийских игр 1912 года.

## Биография
Сигурд Брекке родился 15 октября 1890 года в норвежском городе Кристиания (сейчас Осло).
Играл в футбол на позиции нападающего. До 1910 года выступал за «Викинг», в 1910—1912 годах — за «Меркантиле» из Кристиании. В 1912 году в его составе завоевал Кубок Норвегии, забив 2 мяча в финальном матче против «Фрама Ларвика» (6:0). В 1911—1912 годах стал чемпионом Кристиании.
11 сентября 1910 года провёл единственный в карьере матч за сборную Норвегии: он участвовал в товарищеском поединке в Кристиании против Швеции (0:4).
В 1912 году вошёл в состав сборной Норвегии по футболу на летних Олимпийских играх в Стокгольме, занявшей 8-е место. В матчах не участвовал.
Также играл в хоккей с мячом, выступал на позиции вратаря за «Кристианию».
Умер 25 апреля 1958 года в норвежском городе Берген.

## Статистика

### Матчи Брекке за сборную Норвегии
| Матчи Брекке за сборную Норвегии | Матчи Брекке за сборную Норвегии | Матчи Брекке за сборную Норвегии | Матчи Брекке за сборную Норвегии | Матчи Брекке за сборную Норвегии | Матчи Брекке за сборную Норвегии |
| -------------------------------- | -------------------------------- | -------------------------------- | -------------------------------- | -------------------------------- | -------------------------------- |
| №                                | Дата                             | Соперник                         | Счёт                             | Голы Брекке                      | Соревнование                     |
| 1                                | 11 сентября 1910                 | Швеция                           | 0:4                              | —                                | Товарищеский матч                |

Итого: 1 матч / 0 голов; 0 побед, 0 ничьих, 1 поражение.

## Достижения

### Командные

#### «Меркантиле»
- Обладатель Кубка Норвегии: 1912.

## Семья
Старший брат — Вильгельм Брекке (1887—1938), норвежский футболист и хоккеист с мячом. Играл за «Меркантиле» и сборную Норвегии по футболу.